# 埃斯基奈斯
埃斯基奈斯（前390年—前322年），生于雅典，演说家，德摩斯提尼劲敌，仅有三篇演说辞传世。面对腓力二世所率领的马其顿人扩张，他于公元前346年被埃乌布卢斯派往阿卡狄亚，奉命提出希腊城邦间签订共同和约的方案，以使各邦不再同马其顿请求军事援助。此举失败后，他与德摩斯提尼又被派往与腓力二世订立和约，即公元前346年订立的“腓罗克拉泰斯和约。”公元前346年—公元前345年，德摩斯提尼在提马尔库斯的帮助下起诉于他，指控其接受腓力二世的贿赂。他以《反提马尔库斯》一文进行反击，演说援引了禁止犯有行为不检罪的人，在公民大会上发言的条文。公元前343年，德摩斯提尼继续指控他，如同他应独立承担议和之责一般。他以同名演说辞《论伪使团》作答，并被判无罪。公元前239年，他成为近邻同盟议事会的雅典代表之一。他在议事会上挑动腓力二世发起第四次神圣战争。继公元前338年卡埃罗内亚战役后，他作为使团成员被派往与腓力二世议和，公元前336年，经科特西丰提议，德摩斯提尼因其对雅典的贡献被授予金冠。公元前330年，他就科特西丰所提出的违反法律的议案提出指控（《诉科特西丰》）谴责德摩斯提尼的政策。后者以《论金冠》一文应答，并最终获胜。他被流放到罗德斯，以传授修辞学终其余生。